# Phyllophaga expansa
Phyllophaga expansa är en skalbaggsart som beskrevs av Chapin 1932. Phyllophaga expansa ingår i släktet Phyllophaga och familjen Melolonthidae. Inga underarter finns listade i Catalogue of Life.